# IHeartRadio Music Award al miglior video musicale

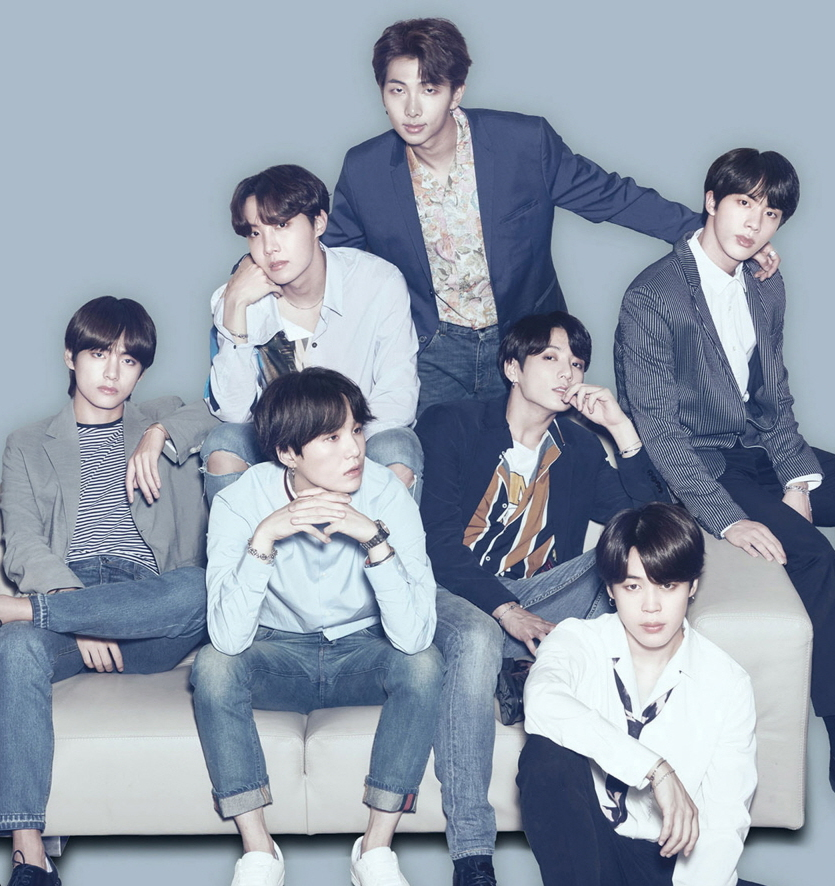
I BTS, con 4 vittorie totali, sono gli artisti più premiati di questa categoria.

L'iHeartRadio Music Awards al miglior video musicale (iHeartRadio Music Award for Best Music Video) è uno dei premi assegnati alla cerimonia di premiazione annuale iHeartRadio Music Awards. È stato assegnato per la prima volta nel 2017 e il primo ad averlo vinto è stato il gruppo femminile Fifth Harmony grazie al video della canzone Work From Home.
Cardi B, con cinque candidature, è l'artista con più nomination in questa categoria.

## Vincitori e nominati

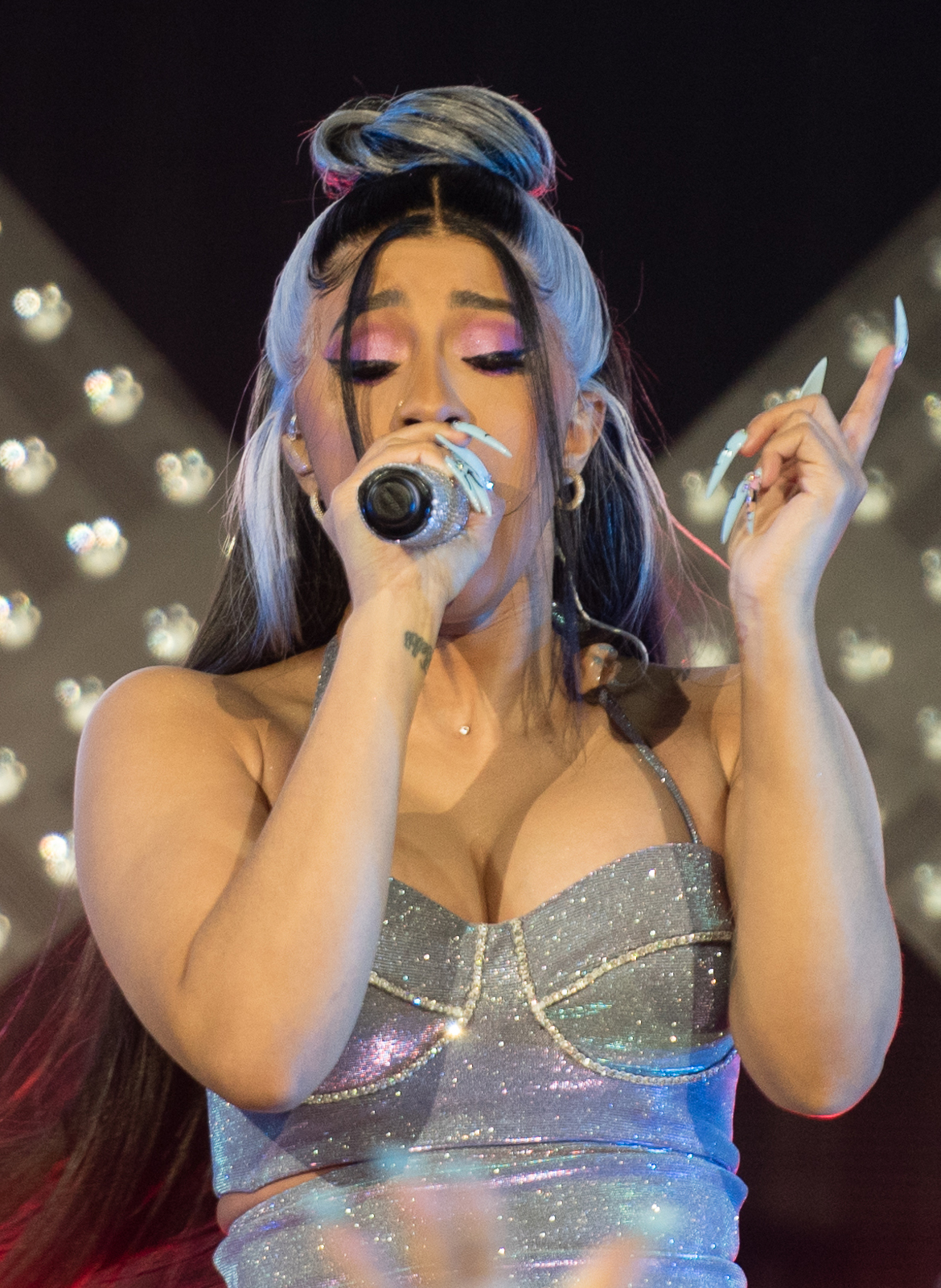
Cardi B, l'artista più nominata per questa categoria, con 6 nomination

I vincitori sono elencati al primo posto e evidenziati in grassetto.

### Anni 2010
- 2017[2]
  - Fifth Harmony feat. Ty Dolla Sign — Work from Home
  - Justin Timberlake – Can't Stop the Feeling!
  - The Chainsmokers feat. Daya – Don't Let Me Down
  - Beyoncé – Formation
  - Nicky Jam – Hasta el amanecer
  - Twenty One Pilots – Heathens
  - Coldplay – Hymn for the Weekend
  - Mike Posner – I Took a Pill in Ibiza (SeeB Remix)
  - Ariana Grande feat. Nicki Minaj – Side to Side
  - Calvin Harris feat. Rihanna – This Is What You Came For
  - Rihanna feat. Drake – Work
  - Zayn – Pillowtalk
- 2018[3]
  - Harry Styles — Sign of the Time
  - Selena Gomez – Bad Liar
  - Cardi B – Bodak Yellow
  - Luis Fonsi e Daddy Yankee – Despacito
  - DJ Khaled feat. Justin Bieber, Quavo, Chance the Rapper e Lil Wayne – I'm the One
  - Taylor Swift – Look What You Made Me Do
  - Miley Cyrus – Malibu
  - Dua Lipa – New Rules
  - Ed Sheeran – Shape of You
  - Demi Lovato – Sorry Not Sorry
  - Katy Perry feat. Nicki Minaj – Swish Swish
  - Bruno Mars – That's What I Like
  - Shawn Mendes – There's Nothing Holdin' Me Back
- 2019[4]
  - Taylor Swift — Delicate
  - Ariana Grande – Thank U, Next
  - Bruno Mars feat. Cardi B – Finesse
  - Calvin Harris e Dua Lipa – One Kiss
  - Cardi B, Bad Bunny e J Balvin – I Like It
  - Childish Gambino – This Is America
  - Daddy Yankee – Dura
  - Drake – God's Plan
  - Lil Dicky feat. Chris Brown – Freaky Friday
  - Maroon 5 feat. Cardi B – Girls like You
  - Post Malone feat. Ty Dolla Sign – Psycho
  - DJ Snake feat. Selena Gomez, Ozuna e Cardi B – Taki Taki

### Anni 2020
- 2020[5]
  - BTS feat. Halsey — Boy with Luv
  - Ariana Grande — 7 Rings
  - Billie Eilish — Bad Guy
  - Rosalía & J Balvin feat. El Guincho — Con altura
  - Daddy Yankee feat. Snow — Con calma
  - Sam Smith & Normani — Dancing with a Stranger
  - Ed Sheeran & Justin Bieber — I Don't Care
  - Blackpink — Kill This Love
  - Taylor Swift feat. Brendon Urie — Me!
  - Lil Nas X feat. Billy Ray Cyrus — Old Town Road (Remix)
  - Camila Cabello & Shawn Mendes — Señorita
  - Jonas Brothers — Sucker
- 2021[6]
  - BTS — Dynamite
  - Blackpink – How You Like That
  - Cardi B feat. Megan Thee Stallion – WAP
  - Dua Lipa – Don't Start Now
  - Future feat. Drake – Life Is Good
  - Harry Styles – Watermelon Sugar
  - Justin Bieber – Yummy
  - Lady Gaga & Ariana Grande – Rain on Me
  - Maluma – Hawái
  - The Weeknd – Blinding Lights
- 2022[7]
  - BTS — Butter
  - Bella Poarch – Build a Bitch
  - Ed Sheeran – Bad Habits
  - Doja Cat feat. SZA – Kiss Me More
  - Justin Bieber feat. Daniel Caesar & Giveon – Peaches
  - Lil Nas X – Montero (Call Me by Your Name)
  - Olivia Rodrigo – Drivers License
  - Silk Sonic – Leave the Door Open
  - The Kid Laroi e Justin Bieber – Stay
  - The Weeknd – Save Your Tears
- 2023[8]
  - BTS — Yet to Come
  - Taylor Swift – Anti-Hero
  - Harry Styles – As It Was
  - Rema & Selena Gomez – Calm Down
  - Tiësto & Karol G – Don't Be Shy
  - Black Eyed Peas, Shakira & David Guetta – Don't You Worry
  - Anitta – Envolver
  - Charlie Puth feat. Jung Kook – Left and Right
  - Blackpink – Pink Venom
  - Bad Bunny – Tití Me Preguntó
- 2024[9]
  - Jung Kook feat. Latto — Seven
  - Jung Kook feat. Jack Harlow – 3D
  - Dua Lipa – Dance the Night
  - Jisoo – Flower
  - Miley Cyrus – Flowers
  - David Guetta & Bebe Rexha – I'm Good (Blue)
  - SZA – Kill Bill
  - Yng Lvcas & Peso Pluma – La Bebé (Remix)
  - Doja Cat – Paint the Town Red
  - Karol G & Shakira – TQG
  - Olivia Rodrigo – Vampire
  - Billie Eilish – What Was I Made For?
- 2025[10][11]
  - Fortnight – Taylor Swift featuring Post Malone
  - Apt. – Rosé & Bruno Mars
  - Beautiful Things – Benson Boone
  - Die with a Smile – Lady Gaga & Bruno Mars
  - Espresso – Sabrina Carpenter
  - Houdini – Dua Lipa
  - Houdini – Eminem
  - I Had Some Help – Post Malone featuring Morgan Wallen
  - Luna – Feid & ATL Jacob
  - Not like Us – Kendrick Lamar
  - Please Please Please – Sabrina Carpenter
  - Rockstar – Lisa

## Primati

### Vittorie
- BTS – 4 vittorie

### Nomination
- Cardi B – 6 nomination
- Justin Bieber – 5 nomination
- Ariana Grande, BTS, Taylor Swift e Dua Lipa – 4 nomination